# Maruf al-Bachit
Maruf Suleiman al-Bachit, arab. ‏معروف البخيت‎ (ur. 18 marca 1947 w Mahis, zm. 7 października 2023 w Mahis) – jordański polityk, generał i ambasador, premier Jordanii w latach 2005–2007 oraz w 2011.

## Życiorys

### Kariera wojskowa
Urodził się w 1947 w mieście Mahis, położonym 10 km na zachód od Ammanu. Ukończył zarządzanie i nauki polityczne (licencjat) na Uniwersytecie Jordańskim, a następnie studia magisterskie z dziedziny zarządzania na University of Southern California oraz studia doktorskie z zakresu nauk wojennych na King’s College w Londynie.
W 1964 wstąpił do Jordańskich Sił Zbrojnych. W 1969 ukończył Królewską Akademię Wojskową jako podporucznik. W 1999 opuścił wojsko i przeszedł na emeryturę jako generał.
Aktywnie uczestniczył w zarządzaniu wojskowymi strukturami, będąc m.in. przewodniczącym Mo'ta University do spraw wojskowych w latach 90., a wcześniej Kierownikiem Badań i Rozwoju i Dyrektorem Zakupów oraz Dyrektorem Spraw Personalnych w Generalnym Dowództwie Sił Zbrojnych.
Dowodził również zespołowi odpowiedzialnemu za stosunki wojskowe z innymi państwami, w tym państwami Unii Europejskiej. Reprezentował Jordanię w rozmowach na temat ograniczania liczebności i uzbrojenia armii w Madrycie.

### Działalność cywilna
W latach 1999–2002 pracował jako członek komitetu odpowiedzialnego za proces pokojowy na Bliskim Wschodzie. Następnie został mianowany ambasadorem w Turcji, gdzie przebywał do 2005, kiedy objął placówkę dyplomatyczną w Izraelu. 15 listopada 2005 został mianowany szefem Rady Bezpieczeństwa Narodowego.
24 listopada 2005 król Abd Allah II wyznaczył go na stanowisko szefa rządu. Nastąpiło to po zamachach terrorystycznych na hotele w Ammanie z 9 listopada 2005, w których zginęło 60 osób. 27 listopada 2005 zaprzysiężony został jego rząd. Premier al-Bachit zadeklarował, że jego celem będzie walka z terroryzmem, utrzymanie bezpieczeństwa i stabilności oraz wdrożenie reform.
22 listopada 2007 podał swój rząd do dymisji, dwa dni po wyborach parlamentarnych w kraju. Tego samego dnia król Abdullah II mianował nowym szefem rządu Nadira az-Zahabiego, który oficjalnie objął władzę po zatwierdzeniu jego gabinetu przez parlament 25 listopada 2007.
1 lutego 2011, z powodu masowych protestów społecznych przeciwko bezrobociu i rosnącym cenom, król Abd Allah zdymisjonował obwiniany o złą sytuację gospodarczą rząd premiera Samira ar-Rifa’ia i mianował jego następcą Marufa al-Bachita. Celem nowego gabinetu miało być rozpoczęcie „prawdziwych reform politycznych, wzmocnienie jordańskiej demokracji i zapewnienie bezpiecznego i przyzwoitego życia wszystkich obywatelom”. Opozycja uznała takie działanie za niewystarczające i odrzuciła wybór kandydatury al-Bachita.
17 października 2011 al-Bachit podał się do dymisji, gdyż dzień wcześniej 70 deputowanych do parlamentu w sygnowanym liście skrytykowało politykę rządu, któremu zarzucało nieradzenie sobie z wprowadzaniem niezbędnych zmian w kraju. Zdaniem komentatorów do krytykowanych posunięć gabinetu należała m.in. dymisja szefa Banku Centralnego, opracowanie zbyt restrykcyjnych propozycji zmian w prawie antykorupcyjnym oraz stosowanie siłowych rozwiązań w starciach z protestującymi obywatelami. Król Abd Allah II dymisję przyjął i tego samego dnia nowym szefem rządu mianował Auna Szaukata al-Chasawinę. Al-Chasawina zapowiedział wprowadzenie reform politycznych i zmian w prawie, a także współpracę z różnymi siłami politycznymi, w tym z opozycją. Nowy rząd zaprzysiężony został 24 października 2011.